# H.262/MPEG-2 Parte 2
H.262 o MPEG-2 Parte 2 (formalmente conocido como recomendación ITU-T H.262 e ISO/IEC 13818-2, también conocida como MPEG-2 Vídeo) es un formato de codificación de vídeo estandarizado y mantenido conjuntamente por el ITU-T Grupo de Estudio 16 de Expertos en Codificación de Vídeo (VCEG) e ISO/IEC Moving Picture Expert Group (MPEG), y desarrollado con la participación de muchas compañías. Es la segunda parte  del estándar ISO/IEC MPEG-2. Los documentos de la recomendación ITU-T H.262 e ISO/IEC 13818-2 son documentos idénticos.
El estándar está disponible por una tarifa en ITU-T e ISO. MPEG-2 Video es muy similar a MPEG-1, pero también proporciona soporte para video entrelazado (una técnica de codificación utilizada en sistemas de televisión analógicos NTSC, COLEGA y SECAM). El video MPEG-2 no está optimizado para velocidades de bits bajas (p. ej., menos de 1 Mbit/s), pero supera un poco a MPEG-1 a velocidades de bits más altas (p. ej., 3 Mbit/s y superiores), aunque no por un margen a menos que el video entrelazado. Todos los codificadores de video MPEG-2 que cumplen con los estándares también son totalmente capaces de reproducir secuencias de video MPEG-1.